# Рам Дас
Рам Дас (ґурмукхі:ਗੁਰੂ ਰਾਮ ਦਾਸ}}; 24 вересня 1534 — 1 вересня 1581) — 4-й гуру сикхів в 1574—1581 роках. Ім'я перекладається як «Слуга божий».

## Життєпис
Походив з родини Содхі Кхатрі в Чуна Манді. Син Харі Даса і Дая Каур. Народився в Лахорі 1534 року, отримавши ім'я Бхаті Джета. У 7 років утратив батьків. Виховувався бабусею, з якою у віці 12 років перебрався до Гоїндвалу, столиці сикхської громади. Тут став учнем гуру Амар Даса. Десь на початку 1560-х одружився з донькою останнього — Бібі Бхані.
З 1567 року представляв гуру при дворі могольського падишаха Акбара. Згодом Джета гуру призначив своїм наступником, надавши тому нове ім'я Рам Дас. 1574 року після смерті Амар Даса став новим гуру сикхської громади.
Він зіткнувся з ворожістю з боку синів Амара Даса — Могана і Могрі, — які самі бажали стати гуру. Тому переніс свою офіційну резиденцію на землю, визначену Амаром Дасом як Гуру-да-Чакк — для спорудження головного храму сикхів. Тут 1577 року заснував столицю, яку назвав Рамдаспур. Тут наказав вирити священний став Амрітсар («море амріти»). Він запросив купців і ремісників з інших частин Індії оселитися разом із ним у новому місті.
Продовжуючи політику попередника, розширив організацію манджі (сикхських округів) і збору пожертв для економічної підтримки сикхського руху. За його керування масанди остаточно перетворилися на очільників місцевих громад та збирачів податків.
Ще за життя призначив сина Арджуну Сінґха своїм спадкоємцем, чим започаткував практику спадкової передачі цієї посади в родині. Помер 1581 року.

## Творчість
Був чудовим знавцем та тлумачем творів своїх попередників, йому приписуються 679 гімнів, включених до «Аді Грантх», що становить 10 % загального тексту.
Раму Дасу разом з Амаром Дасом приписують різні частини композиції «Ананда і Лаавана» в стилі сухі. Це частина сикхського ритуалу 4 обходів за годинниковою стрілкою нареченим і нареченою для урочистого завершення шлюбної церемонії.
Також у його доробку є твір у 30 раґа індійської класичної музики.